# Останній зоряний боєць
«Останній зоряний боєць» — американська космічна опера про підлітка, якого завербували іншопланетні збройні сили для участі в міжзоряній війні.

## Сюжет
Підліток Алекс живе та заробляє на життя дрібним ремонтом у трейлерному містечку, але хоче змінити життя, отримавши освіту. У вільний час парубок грає в «Зоряного бійця» на аркадному автоматі. Після відмови на отримання кредиту для навчання Алексу вдається отримати рекордну суму очок у грі. Місцеві влаштовують з цього приводу вечірку, по завершенню якої ігровий автомат сам ввімкнувся. До нього під'їжджає дивний автомобіль і підліток погоджується проїхатись у ньому. Водій називає себе Центаурі та представляється творцем гри. Через кілька хвилин Алекс помічає, що автомобіль — космічний корабель, а веселий водій — іншопланетянин.
Героя доставляють на брифінг усередині космічної станції на астероїді, що повторює станцію, зображену в грі. Центаурі сподівається, що люди, як здібні пілоти, відібрані грою, захистять Райланську зоряну федерацію від зрадника Ко-Дана, що командує ксуріанцями. Хлопець не наважується продовжити навчання на пілота. Невдовзі виявляється, що земляни не можуть приєднатися, як розраховув Центаурі, до Райланської зоряної федерації, бо вони «надто молоді». Тому хлопця відправляють назад. На всякий випадок Центаурі дає пристрій екстреного виклику. Тим часом через атаку Ко-Дана базу руйнують.
У рідному містечку Алекс бачить свого двійника-андроїда, що замінював його під час подорожі та зустрічався з його коханою Меггі. Хлопець викликає Центаурі, щоб той прибрав андроїда. На Землі Центаурі чекає вбивця Зан-До-Зан, здатний змінювати форму, який важко ранить його та полює на Алекса. Центаурі попереджає, що Земля вже під загрозою і Алекс повинен стати Зоряним бійцем для її захисту. Доставивши хлопця у зоряну федерацію, Центаурі помирає. Тим часом малий брат Алекса помічає, що вдома лишився андроїд. Потім також Меггі зауважує його надто спокійну поведінку. Андроїд незграбно намагається їй сподобатися і зізнається, що він копія Алекса. Зан-До-Зан, не знаючи, що це двійник, продовжує полювання. Алекс викрадає авто і рятує Меггі від пострілів убивці. Він таранить Зан-До-Зана авто і гине.
Оскільки лишився тільки один космічний винищувач, Алекс вирушає в бій разом із рептилоїдом Грігом. Керування винищувачем повторює керування у грі, тож Алекс швидко освоюється. Гріг дає поради, що допомагають знищити ворожий корабель у печерах всередині астероїда. Та Алекс поводиться невпевнено, тож Гріг висловлює сумнів у його здібностях. Потім вони діляться спогадами про дім і це наштовхує Алекса на план як перемогти флот ксуріанців, які оточили астероїд. Ко-Дан у той час веде свою армаду до планети Райлос. Ксуріанці, помітивши останнього Зоряного бійця, бунтують проти Ко-Дана, заарештовують його і ведуть армаду самотужки. Ко-Дан тікає з флагмана.
Алекс вирішує зруйнувати систему зв'язку ворогів, а потім ризикує скористатися експериментальною зброєю, щоб знищити навколишні кораблі, крім флагмана. Алекс заманює його в гравітаційне поле супутника Райлоса, об який той розбивається.
Президент федерації вітає Алекса і пропонує йому лишитися, бо Ко-Дан усе ще загрожує мирним планетам. Також він показує, що Центаурі вижив. Алекс погоджується, але спершу відвідує Землю. Гріг розповідає про його подвиг. Після освідчення коханій Меггі, він пропонує полетіти з ним. Меггі вагається, але потім вирішує, що її чекає велике майбутнє, і погоджується.

## У ролях
| Актор              | Роль                       |
| ------------------ | -------------------------- |
| Ланс Гест          | Алекс Роган / Андроїд Бета |
| Дан О'Генрліхі     | Гріг                       |
| Кетрін Марі Стюарт | Меггі Гордон               |
| Норман Сноу        | Зур                        |
| Кріс Геберт        | Луїс Роган                 |
| Віл Вітон          | друг Луїса                 |
| Роберт Престон     | Центаурі                   |
| Барбара Боссон     | Джейн Роган                |
| Вернон Вашингтон   | Отіс                       |

## Створення фільму

### Виробництво
Основні зйомки проходили в Каліфорнії, США.

### Знімальна група
- Кінорежисер — Нік Касл
- Сценарист — Джонатан Р. Бетуел
- Кінопродюсери — Гері Аделсон, Едвард О. Денолт
- Композитор — Крейг Сафан
- Кінооператор — Кінг Баггот
- Кіномонтаж — Керролл Тімоті О'Міра
- Художник-постановник — Рон Кобб
- Артдиректор — Джеймс Бісселл
- Художники по костюмах — Роберт Флетчер
- Підбір акторів — Айрін Маріано, Барбара Міллер[2].

## Сприйняття

### Критика
Фільм отримав позитивні відгуки. На сайті Rotten Tomatoes оцінка фільму становить 76 % на основі 29 відгуків від критиків (середня оцінка 6,2/10) і 69 % від глядачів із середньою оцінкою 3,3/5 (47 350 голосів). Фільму зарахований «стиглий помідор» від кінокритиків та «попкорн» від глядачів, Internet Movie Database — 6,7/10 (31 660 голосів).

### Номінації та нагороди
| Нагороди та номінації фільму «Останній зоряний боєць» | Нагороди та номінації фільму «Останній зоряний боєць» | Нагороди та номінації фільму «Останній зоряний боєць»                                        | Нагороди та номінації фільму «Останній зоряний боєць» | Нагороди та номінації фільму «Останній зоряний боєць» | Нагороди та номінації фільму «Останній зоряний боєць» |
| Рік                                                   | Кінофестиваль/кінопремія                              | Категорія/нагорода                                                                           | Номінант                                              | Результат                                             |                                                       |
| ----------------------------------------------------- | ----------------------------------------------------- | -------------------------------------------------------------------------------------------- | ----------------------------------------------------- | ----------------------------------------------------- | ----------------------------------------------------- |
| 1985                                                  | «Сатурн»                                              | Найкращий кіноактор другого плану                                                            | Роберт Престон                                        | Номінація                                             |                                                       |
| 1985                                                  | Кінофестиваль в Авор'ї                                | Гран-прі                                                                                     | Нік Касл                                              | Номінація                                             |                                                       |
| 1985                                                  | «Г'юго»                                               | Найкраща постановка                                                                          | Нік Касл, Джонатан Р. Бетуел                          | Номінація                                             |                                                       |
| 1985                                                  | «Молодий актор»                                       | Найкраща роль другого плану молодого актора у мюзиклі, комедії, драмі, пригодницькому фільмі | Кріс Геберт                                           | Номінація                                             |                                                       |